# Ivan Horvat
Ivan "Ivica" Horvat (Sisak, 16 de julho de 1926 — Njivice, 27 de agosto de 2012) foi um futebolista e treinador croata.

## Carreira
Em sua carreira de jogador, defendeu o Dínamo Zagreb e Eintracht Frankfurt. Competiu pela Seleção Iugoslava de Futebol nas Copas do Mundo de 1950 e 1954.
Como treinador, comandou o Dínamo Zagreb, Eintracht Frankfurt e o Schalke 04.